# Fot
Fot (prema grč. φῶς, genitiv φωτός: svjetlost; oznaka ph) je zastarjela mjerna jedinica osvjetljenja (iluminancije), vrijednosti:
{\displaystyle 1\ \mathrm {ph} =1\ {\frac {\mathrm {lm} }{\mathrm {cm} ^{2}}}=10\,000\ \mathrm {luks} }

## Luks
Luks (lat. lux: svjetlost; oznaka lx) je mjerna jedinica osvjetljenja, izvedena jedinica SI. Određen je osvjetljenjem plohe kojoj je na četvorni metar jednoliko raspoređen svjetlosni tok od jednoga lumena, to jest:
{\displaystyle 1\ \mathrm {lx} =1\ {\frac {\mathrm {lumen} }{\mathrm {metar} ^{2}}}=1\ {\frac {\mathrm {lm} }{\mathrm {m} ^{2}}}}
Jakost rasvjete od 1 lx ima površinu od 1 m2 ako na nju pada svjetlosni tok od 1 lm. Može se i ovako reći: Jakost rasvjete od 1 lx ima ona točka neke površine na koju pada okomito svjetlost od izvora svjetlosti 1 cd, koji je od nje udaljen 1 m. Što plohu dalje odmičemo od izvora svjetlosti, to je njena rasvjeta slabija, jer se isti tok svjetlosti podijeli na veću površinu. Prema tome jakost rasvjete je upravno razmjerna (proporcionalna) sa svjetlosnim tokom, a obrnuto proporcionalna s veličinom površine na koju taj tok pada.
Veća mjerna jedinica (zastarjela) od 1 lx je 1 fot (ph):
{\displaystyle 1\ \mathrm {fot} =1\ {\frac {\mathrm {lumen} }{\mathrm {centimetar} ^{2}}}=10\,000\ {\frac {\mathrm {lumen} }{\mathrm {metar} ^{2}}}=10\,000\ \mathrm {luks} =10\ \mathrm {kiloluks} }
Manja mjerna jedinica (zastarjela) od 1 lx je 1 noks (nx):
{\displaystyle 1\ \mathrm {nx} =0,001\ \mathrm {lx} =0,000\,000\,1\,\mathrm {ph} }